# Ліпово (Острудський повіт)
Ліпово (пол. Lipowo, нім. Leip) — село в Польщі, у гміні Оструда Острудського повіту Вармінсько-Мазурського воєводства.
Населення — 390 осіб (2011).

## Демографія
Демографічна структура станом на 31 березня 2011 року:
|          | Загалом | Допрацездатний вік | Працездатний вік | Постпрацездатний вік |
| -------- | ------- | ------------------ | ---------------- | -------------------- |
| Чоловіки | 187     | 45                 | 120              | 22                   |
| Жінки    | 203     | 49                 | 117              | 37                   |
| Разом    | 390     | 94                 | 237              | 59                   |